# سد چرگر
 سد چرگر در نزدیکی روستای چرگر در شهرستان ابهر استان زنجان است که در سال‌های ۱۳۷۵–۱۳۷۳ توسط وزارت جهاد کشاورزی بر روی رودخانه قاشغلی (یا قاچی چایی) ساخته شده‌است.
دریاچه سد چرگر محل مناسبی برای تفریح، گذران اوقات فراغت، ماهیگیری و ورزش‌های آبی است که مردم استان زنجان به خصوص شهرستان ابهر، در فرصت‌های مناسب از طبیعت اطراف دریاچه این سد استفاده می‌کنند. در دریاچه سد چرگر از سال‌های اولیه آبگیری پرورش ماهی در قفس انجام می‌شده‌است.
برای دسترسی به سد چرگر می‌توان از مسیر جاده ترانزیت تهران-زنجان یا اتوبان قزوین-زنجان استفاده و سپس در تقاطع مربوط جاده روستای چرگر، به سمت روستا رفته و در روستا در سه راهی سد چرگر به سمت غرب ادامه مسیر دهید. از سه راه سد چرگر تا خود سد چرگر ۴ کیلومتر جاده خاکی با چشم‌انداز خوب وجود دارد.

## نگارخانه
.